# Burträsk
Burträsk (umesamiska Beähkkiere), är en tätort i Burträsks distrikt i Skellefteå kommun. Orten ligger cirka 38 kilometer sydväst om Skellefteå vid sjön Burträsket.

## Historia

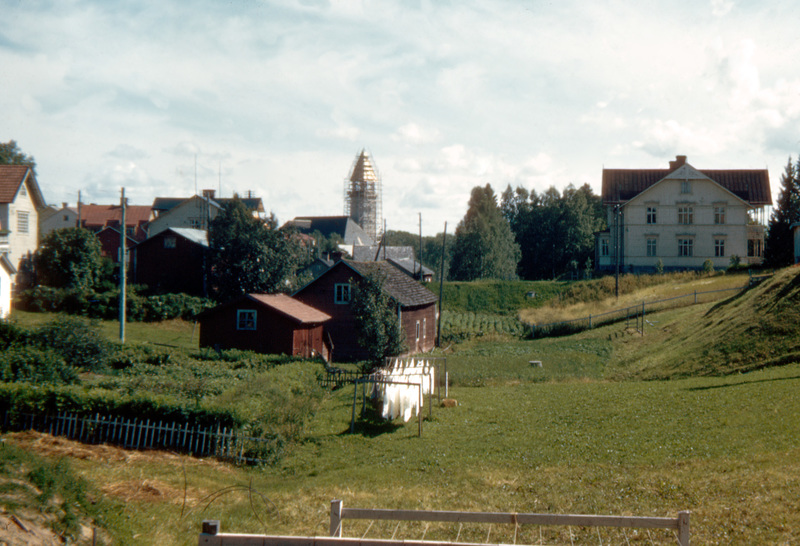
Burträsk 1949 med Burträsks kyrka under byggnad i bakgrunden.

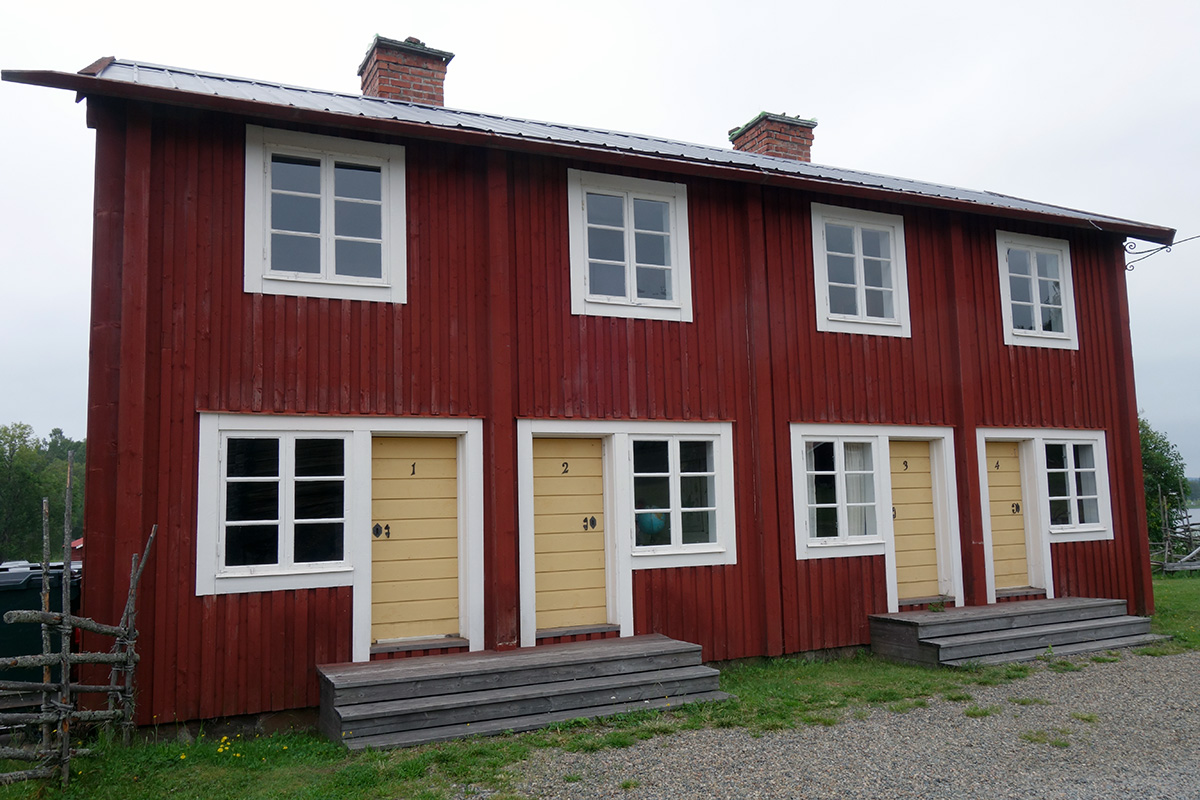
Den enda återstående kyrkstugan från Burträsks gamla kyrkstad, numera placerad inom hembygdsområdet.

Burträsk är uppkallat efter Bureälven och syftar på Burträsket. Det kallades förr Gammelbyn vilket fortfarande syns i beteckningen på (jordbruks)fastigheter. Enligt jordaboken för 1543 bodde 22 bönder med familjer i byn, och byn skattade för insjöfiske. Vid Burträsks kyrka fanns Burträsk kyrkstad, som till största delen brann 1930 men återuppbyggdes med moderna hus.
Burträsk var och är kyrkby i Burträsks socken och ingick efter kommunreformen 1862 i Burträsks landskommun, där för orten 2 oktober 1902 inrättades Burträsks municipalsamhälle som sedan upplöstes 31 december 1961.

## Ekonomi och infrastruktur

### Näringsliv
Största arbetsplatser är förutom sjukhem och skolor, Snidex snickeri och Norrmejerier där Västerbottensost tillverkas.
Racing Plast Burträsk var ett svenskt företag i Burträsk som gjorde tävlingsbilar och byggsatsbilar. Havsrockan är en båt av hardtop-typ som tillverkades 1966–1978 i Burträsk och Skellefteå.
I Burträsk tillverkas Västerbottensost.

### Infrastruktur

#### Transporter
Genom Burträsk löper länsväg 364. I ortens nordöstra delar finns busstation. Generellt saknas goda transportvägar till och från orten.

#### Utbildning
I Burträsk finns grundskolan Björnåkerskolan, som är den lokala grundskolan i tätorten. Ungefär fyra kilometer norr om orten, i Nedre Norra Åbyn, ligger ett naturbruksgymnasium med inriktning mot naturbruk och lantbruk.
Även Edelviks folkhögskola är belägen i Burträsk.

## Befolkning
| Befolkningsutvecklingen i Burträsk 1960–2020 | Befolkningsutvecklingen i Burträsk 1960–2020 | Befolkningsutvecklingen i Burträsk 1960–2020 | Befolkningsutvecklingen i Burträsk 1960–2020 | Befolkningsutvecklingen i Burträsk 1960–2020 |
| -------------------------------------------- | -------------------------------------------- | -------------------------------------------- | -------------------------------------------- | -------------------------------------------- |
|                                              |                                              |                                              |                                              |                                              |
| År                                           |                                              |                                              | Folkmängd                                    | Areal (ha)                                   |
| 1960                                         | 1960                                         |                                              | 1 303                                        |                                              |
| 1965                                         | 1965                                         |                                              | 1 366                                        |                                              |
| 1970                                         | 1970                                         |                                              | 1 372                                        |                                              |
| 1975                                         | 1975                                         |                                              | 1 557                                        |                                              |
| 1980                                         | 1980                                         |                                              | 1 707                                        |                                              |
| 1990                                         | 1990                                         |                                              | 1 705                                        | 179                                          |
| 1995                                         | 1995                                         |                                              | 1 782                                        | 180                                          |
| 2000                                         | 2000                                         |                                              | 1 692                                        | 183                                          |
| 2005                                         | 2005                                         |                                              | 1 632                                        | 183                                          |
| 2010                                         | 2010                                         |                                              | 1 575                                        | 184                                          |
| 2015                                         | 2015                                         |                                              | 1 573                                        | 190                                          |
| 2020                                         | 2020                                         |                                              | 1 636                                        | 194                                          |
|                                              |                                              |                                              |                                              |                                              |